# Рівнинні дощові ліси Борнео
Рівнинні дощові ліси Борнео (ідентифікатор WWF: IM0102) — індомалайський екорегіон тропічних та субтропічних вологих широколистяних лісів, розташований на Борнео та на сусідніх островах. Він вирізняється високим біорізноманіттям та рівнем ендемізму.

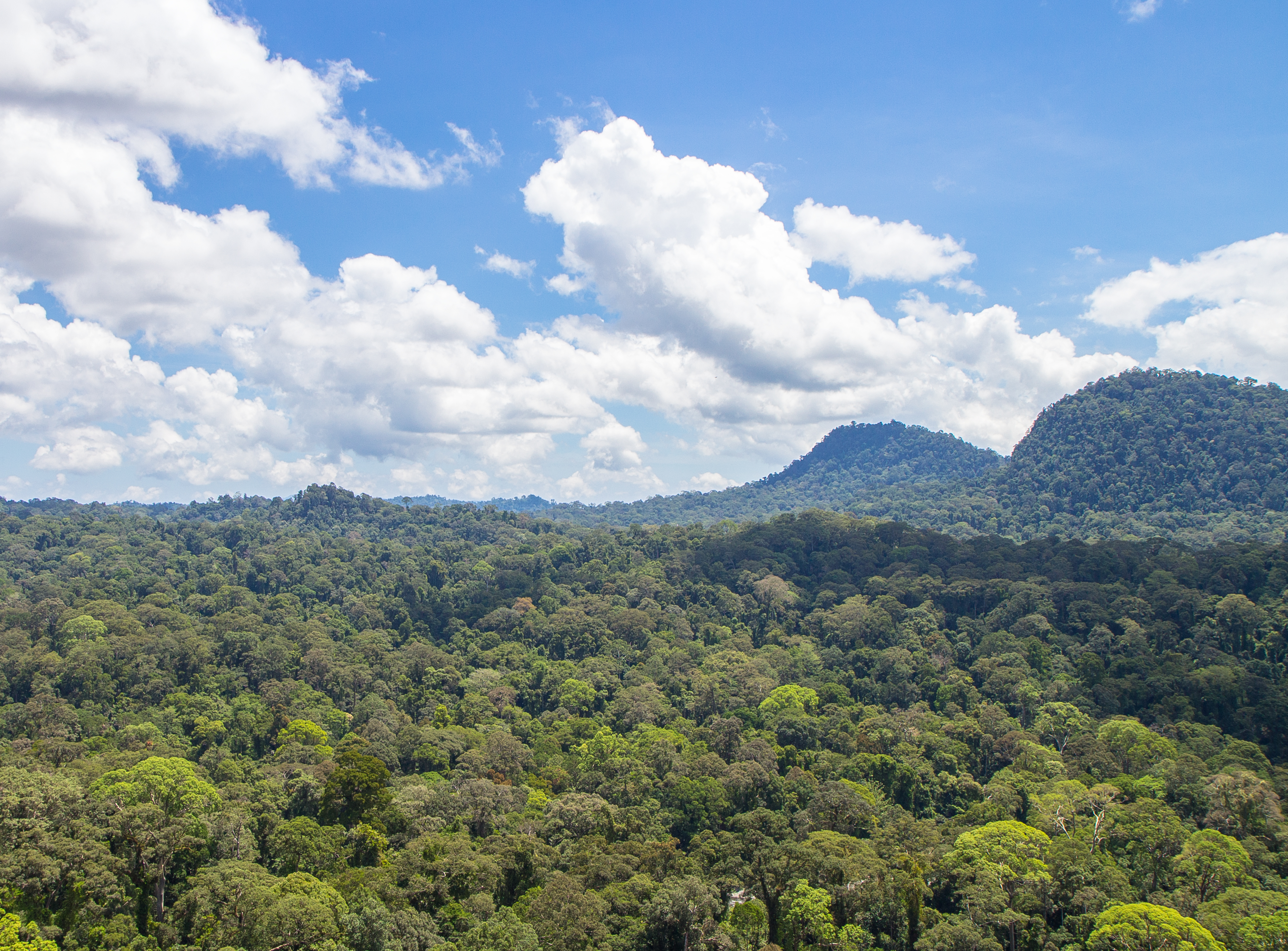
Дощовий ліс у долині Заповідник долини Данум

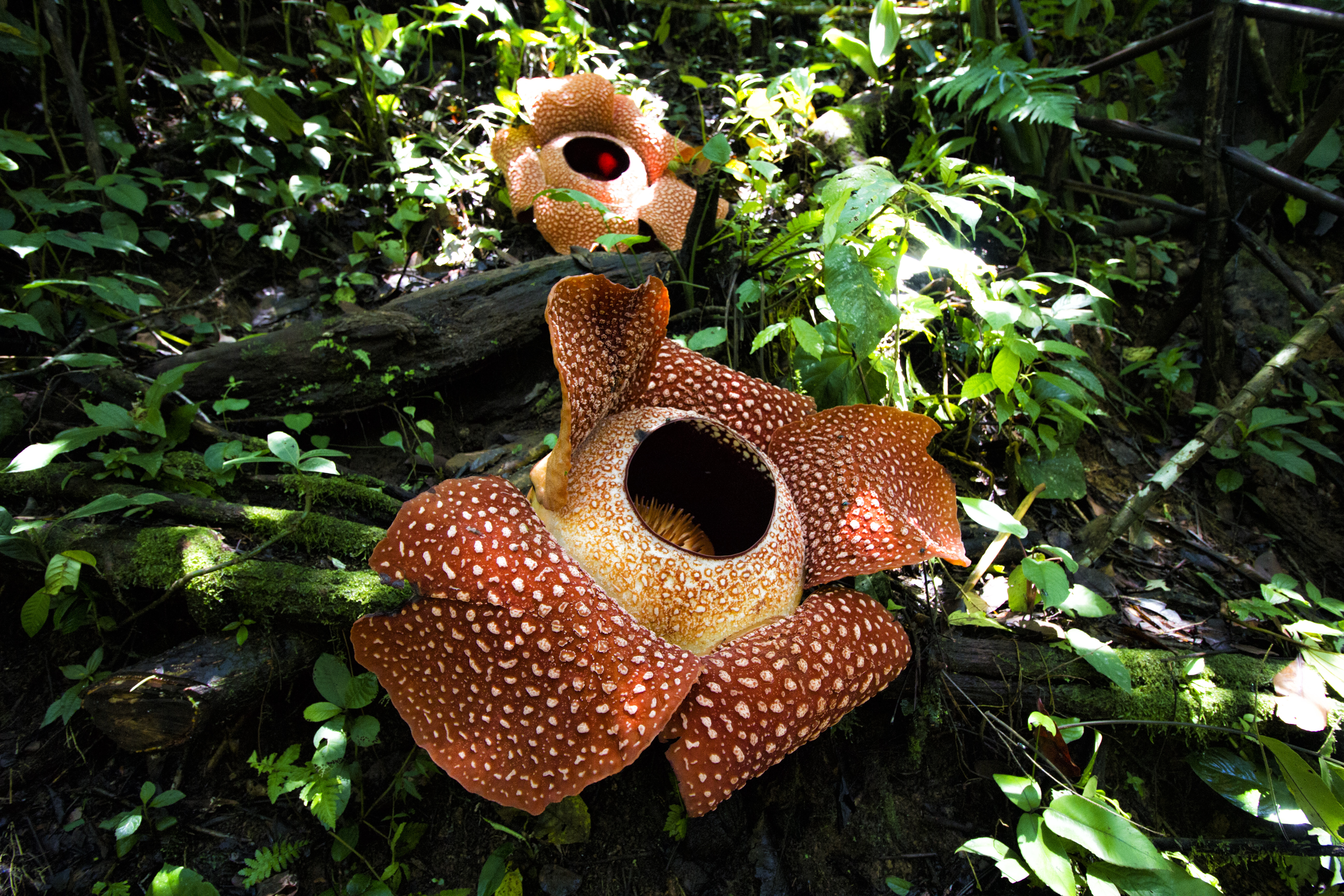
Рафлезії Арнольда (Rafflesia arnoldii)

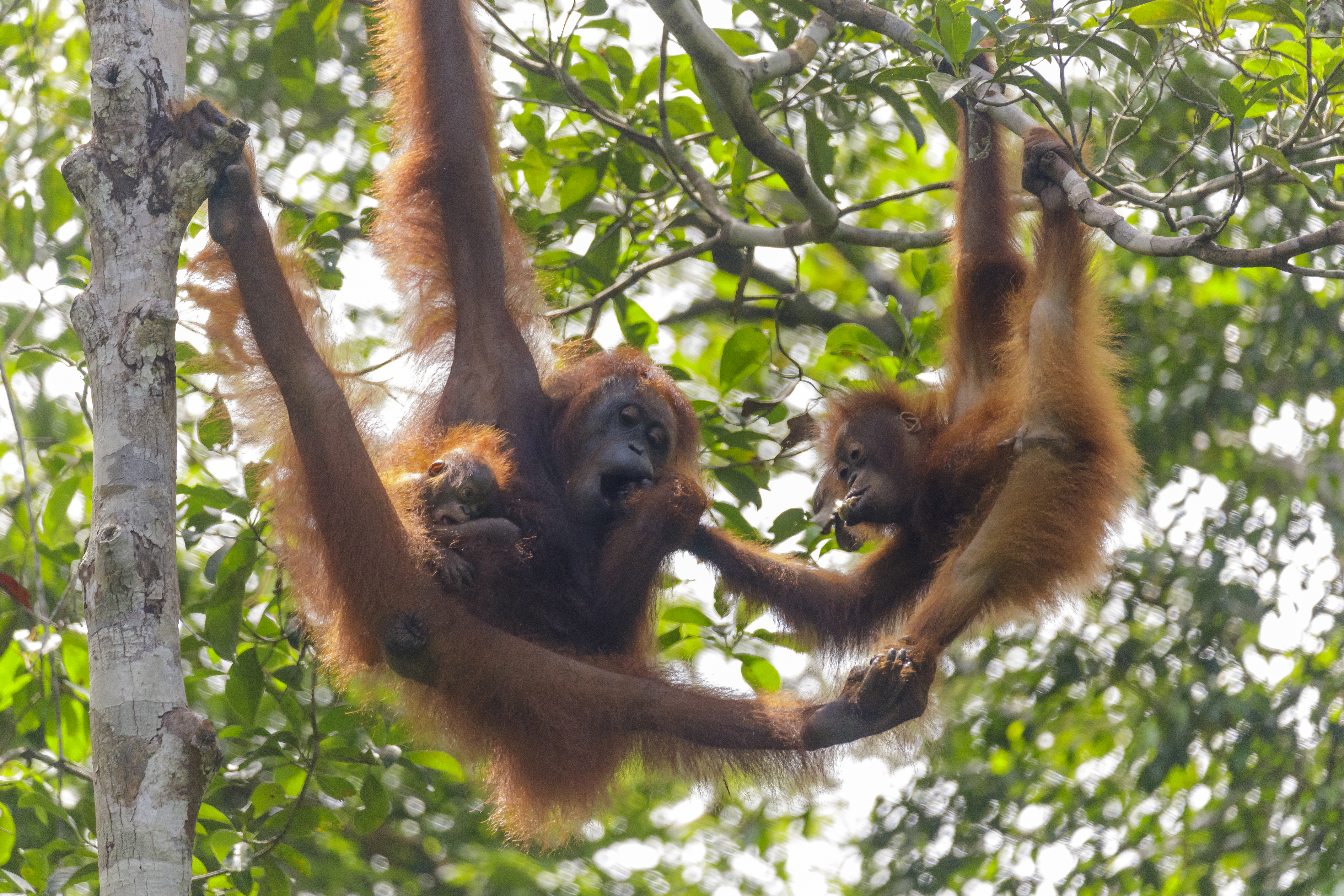
Калімантанські орангутани (Pongo pygmaeus) у Національному парку Національний парк Танджунг-Путінг, Індонезія

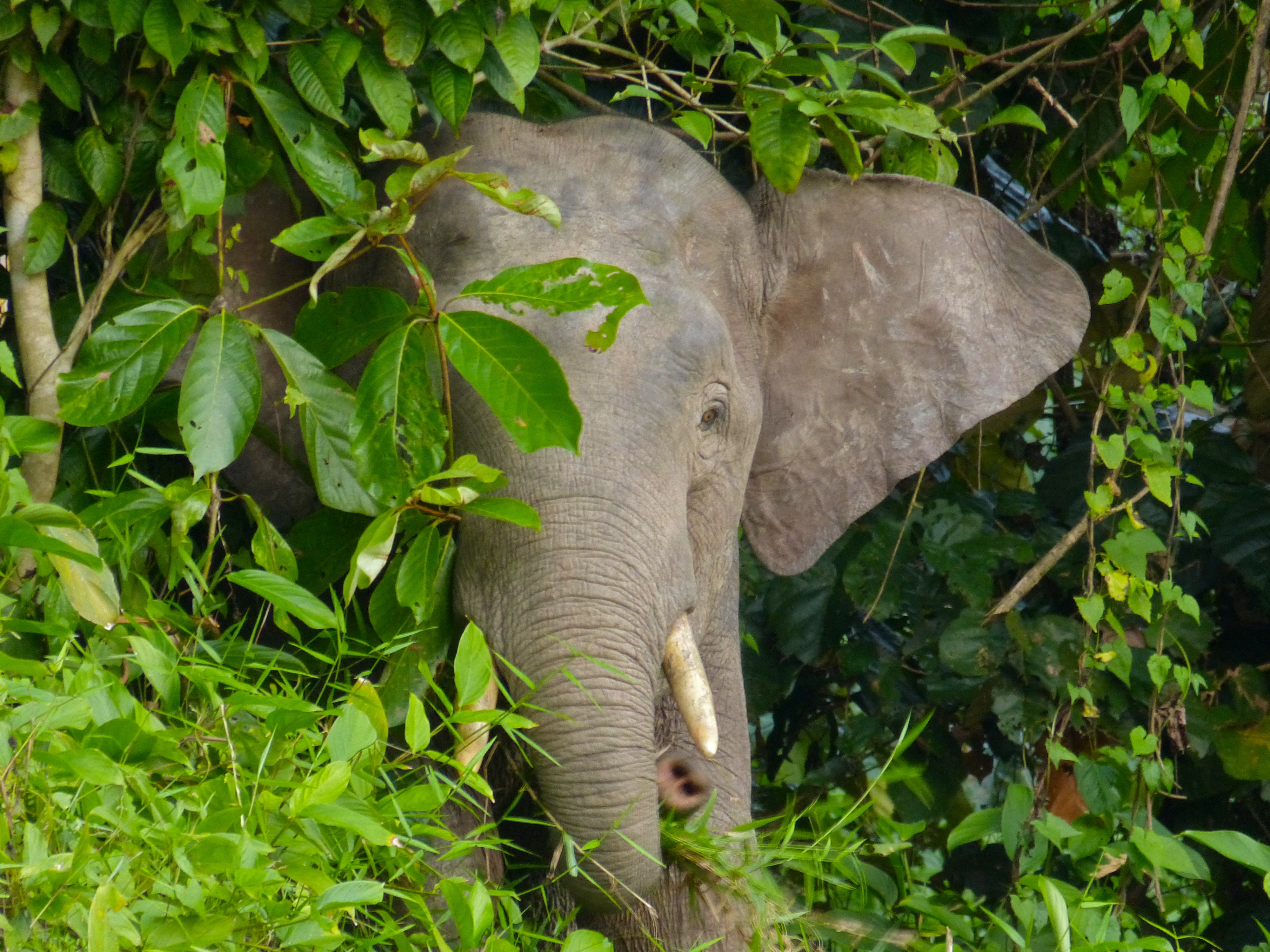
Борнейський слон (Elephas maximus borneensis)

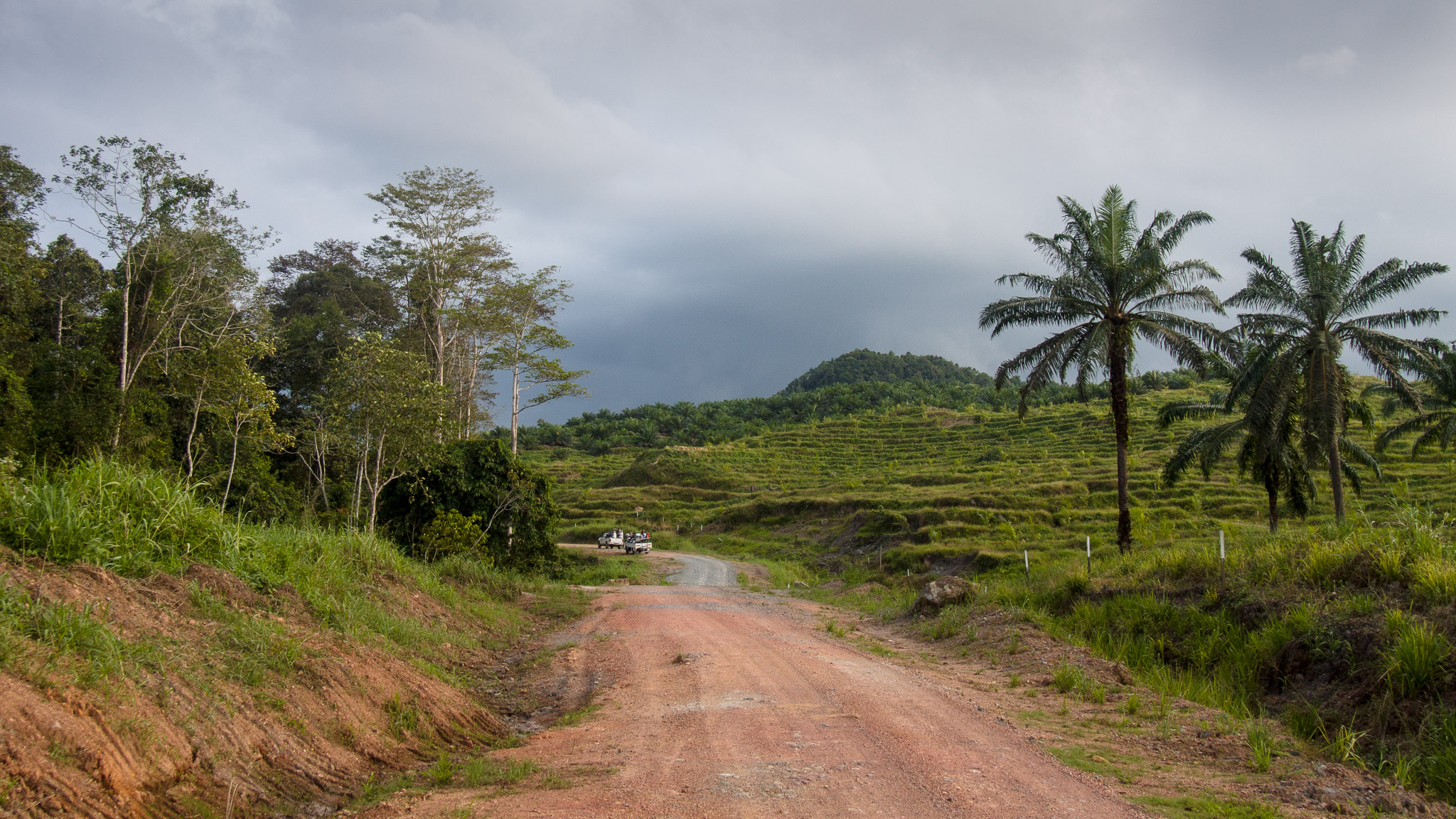
Пальмові плантації на Калімантані

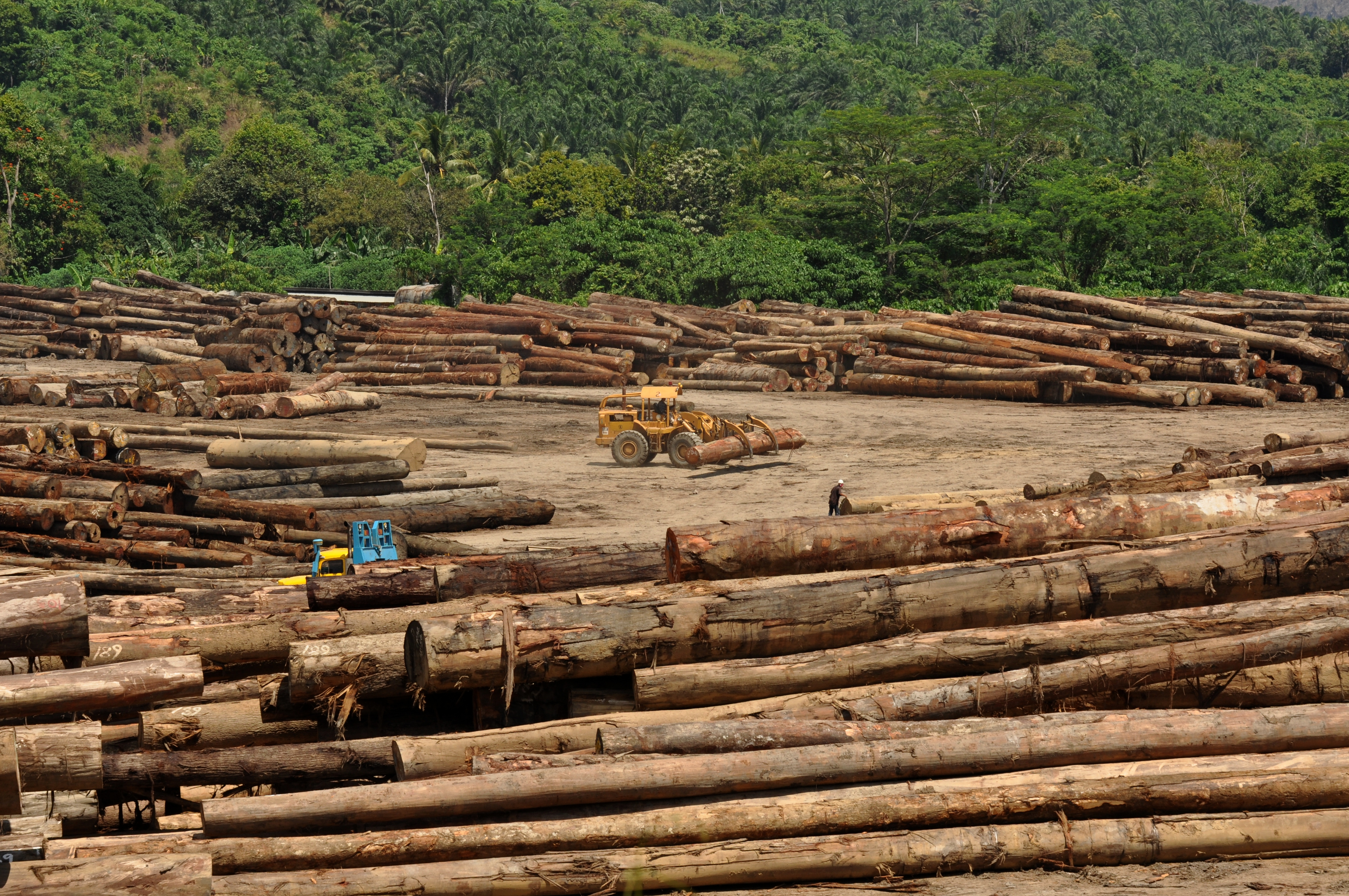
Вирубка лісів Сабаху

## Географія
Екорегіон рівнинних дощових лісів Борнео охоплює більшу частину острова Борнео або Калімантан, найбільшого острова Малайського архіпелагу. Цей третій за площею острів світу розділений між трьома країнами — більша його частина належить Індонезії, на північному заході острова лежить султанат Бруней та малайзійський штат Саравак, а на півночі острова — малайзійський штат Сабах. Рівнинні дощові ліси екорегіону охоплюють територію всіх трьох країн. Також до екорегіону входять деякі сусідні острови, що лежать поблизу Калімантану, зокрема острів Лаут, розташований в Яванському морі на південний захід від нього, острів Банггі, розташований в Балабакській протоці на північ від нього, та острови Натуна, розташовані в Південнокитайському морі на захід від нього.
Геологічна будова острова є досить складною. Його основу складають вапняки, вулканічні породи, сланці, гнейси та інші осадові породи. Ґрунти переважно представлені старими, малородючими червоноземами та інцептісолями. В часи останнього льодовикового періоду, коли рівень Світового океану був більш ніж на 100 м нижчим, ніж зараз, Малайський півострів та острови Суматра, Ява і Калімантан утворили єдиний великий масив суходолу, відомий як Сунда. Це дозволяло рослинам, тваринам і людям вільно мігрувати між материковою Південно-Східною Азією та сучасним Калімантаном. Після завершення льодовикового періоду рівень моря піднявся, і Борнео був відділений від континенту та від інших островів морем. Однак флора і фауна цих земель досі мають велику подібність, через що їх об'єднують у один біогеографічний регіон — Малезію.
В горах у внутрішніх районах острова, на висоті понад 1000 м над рівнем моря, поширені гірські дощові ліси Борнео, які відрізняються як за структурою, так і за видовим складом від лісів, поширених на низовинах. З гір Калімантану стікають Капуас, Баріто та інші великі річки, які є бар'єрами для деяких видів ссавців та плазунів, що не дозволяють їм вільно переміщуватися по всьому острову. Решту острова займають екорегіони торф'яно-болотних лісів Борнео, прісноводних заболочених лісів Південно-Західного Борнео та пустищних лісів Сундаленду. На морських узбережжях поширені мангри Зондського шельфу.

## Клімат
В межах екорегіону домінує вологий екваторіальний клімат (Af за класифікацією кліматів Кеппена). Середня температура тут коливається від 27 до 32 °C, а відносна вологість повітря — близько 80 %. Середньорічна кількість опадів на Борнео перевищує 4000 мм. На сході острова опадів випадає дещо менше, ніж на заході.

## Флора
Основними рослинними угрупованнями екорегіону є рівнинні дощові ліси, густий лісовий намет в яких розташований на висоті 24-36 м над землею. Емерджентні дерева, що височіють над лісовим наметом, можуть досягати висоти до 65 м. До 80 % емерджентних дерев у рівнинних лісах Борнео є представниками родини діптерокарпових (Dipterocarpaceae), зокрема різними видами діптерокарпусів (Dipterocarpus spp.), дріобаланопсів (Dryobalanops spp.) та шорей (Shorea spp.). Основу лісового намету також переважно складають представники родини діптерокарпових, зокрема різні види хопей (Hopea spp.) та ватік (Vatica spp.), а також різні представники родин Бурзерові (Burseraceae) та Сапотові (Sapotaceae). Серед інших дерев, поширених у лісах екорегіону, слід відзначити борнейське залізне дерево (Eusideroxylon zwageri), деревина якого стійка до гниття і комах-шкідників, через що високо цінується, та туалангове дерево (Koompassia excelsa) з родини бобових (Fabaceae) — високе емерджентне дерево з характерним білим стовбуром, яке може виростати до 85 м заввишки.
У тінистому підліску рівнинних дощових лісів Борнео переважають невисокі тіньовитривалі дерева, вкриті ліанами, епіфітними папоротями та орхідеями. Дерева, що ростуть у цьому ярусі, зазвичай належать до родин Молочаєві (Euphorbiaceae), Маренові (Rubiaceae), Аннонові (Annonaceae), Лаврові (Lauraceae), Меластомові (Melastomataceae) та Мускатникові (Myristicaceae). У деяких районах представники родини молочаєвих, другої за поширенням родини на Борнео, є більш поширеними, ніж діптерокарпові. Серед дерев, що ростуть в підліску дощових лісів екорегіону, поширене явище кауліфлорії, при якому квіти та плоди ростуть безпосередньо на стовбурі або великих гілках. Подібне явище, зокрема, спостерігається у лісових дуріанів (Durio testudinarius). Серед інших рослин, поширених в підліску, слід відзначити п'ять видів паразитичних рафлезій (Rafflesia spp.), зокрема характерну рафлезію Арнольда (Rafflesia arnoldii), яка вирізняється найбільшими у світі коричнево-помаранчево-білими квітками діаметром до 120 см. Квітки рафлезії пахнуть гнилим м'ясом і приваблюють комах-запилювачів.
По всьому Борнео, зокрема на півострові Мангкаліхат на сході острова та в Сараваку на заході острова, зустрічаються вапнякові відслонення, які підтримують унікальну та дуже різноманітну флору. Хоча у лісах, що ростуть серед вапнякових пагорбів, зустрічається мало комерційно цінних дерев, деякі трав'янисті рослини з родин Бальзаминові (Balsaminaceae), Бегонієві (Begoniaceae) та Геснерієві (Gesneriaceae), які добре представлені в цьому екорегіоні, мають потенціал для садівництва. Пагорби Лабі на кордоні Брунею та Сараваку підтримують різноманітну мозаїку лісів на підзолистих і жовтих піщаних ґрунтах, багату на ендемічні види, такі як пальми Livistona exigua та Pinanga yassinii, відомі лише з пагорбів Улу-Інгей.
Завдяки стабільним кліматичним умовам рівнини Калімантану є домом для одних з найбагатших дощових лісів у світі, які конкурують за біорізноманіттям з лісами Нової Гвінеї та Амазонії. Флора Борнео включає приблизно 10 000-15 000 видів рослин — більше, ніж на будь-якому іншому острові чи регіоні Малезії, та більше, ніж на всьому африканському континенті. У межах 1 га лісу може рости 240 різних видів дерев, а ще 120 видів — на прилеглій території. В лісах Калімантану росте близько 2000 орхідей та 3000 видів дерев, зокрема 267 видів з родини діптерокарпових (Dipterocarpaceae), з яких 155 видів є ендеміками острова. Це робить Борнео центром світового різноманіття діптерокарпових. 

## Фауна
Фауна рівнинних дощових лісів Борнео характеризується величезним різноманіттям лісових тварин, від борнейських слонів (Elephas maximus borneensis), поширених переважно в Сабаху на північному сході острова, та дуже рідкісних борнейських носорогів (Dicerorhinus sumatrensis harrissoni), які майже вимерли у дикій природі, до борнейських карликових білок (Exilisciurus exilis), найменших білок світу.
Рівнинні дощові ліси екорегіону є домом для всесвітньо відомих калімантанських орангутанів (Pongo pygmaeus), найбільших орангутанів світу. Ці людиноподібні мавпи ведуть поодинокий деревний спосіб життя, живляться плодами, а також листям, квітами, комахами і корою. Вони пересуваються по лісу, слідкуючи за плодоношенням численних дерев. Орангутани перебувають під загрозою зникнення, а за останню сотню років їх популяція скоротилася майже на 90 %. Окрім орангутанів, у лісах Калімантану мешкає більше 15 інших видів мавп, зокрема гібони Мюллера (Hylobates muelleri), борнейські білобороді гібони (Hylobates albibarbis), червоні сурілі (Presbytis rubicunda), сурілі Мюллера (Presbytis canicrus), сріблясті лутунги (Trachypithecus cristatus), південні свинохвості макаки (Macaca nemestrina), макаки-крабоїди (Macaca fascicularis), західні довгоп'яти (Cephalopachus bancanus), борнейські лорі (Nycticebus borneanus) та рідкісні зондські носачі (Nasalis larvatus). Ареали багатьох з цих мавп збігаються, однак їх раціон та стратегії пошуку їжі відрізняються, що дозволяє їм не конкурувати за харчові ресурси.
Тигри (Panthera tigris) та леопарди (Panthera pardus), найбільші хижаки материкової Південно-Східної Азії, на Калімантані відсутні. Серед поширених на острові хижих ссавців слід відзначити борнейську пантеру (Neofelis diardi borneensis), борнейського ведмедя (Helarctos malayanus euryspilus), калімантанську котопуму (Catopuma badia), яванського кота (Prionailurus javanensis), видрову цивету (Cynogale bennettii) та бінтуронга (Arctictis binturong). Серед інших лісових ссавців, поширених в екорегіоні, слід відзначити бантенгів (Bos javanicus), борнейських замбарів (Rusa unicolor brookei), індійських мунтжаків (Muntiacus muntjak), борнейських мунтжаків (Muntiacus atherodes), великих оленьків (Tragulus napu), малих оленьків (Tragulus kanchil), бородатих свиней (Sus barbatus), яванських панголінів (Manis javanica), малайських шерстокрилів (Galeopterus variegatus), великих тупай (Tupaia tana), кремових велетенських білок (Ratufa affinis), малайських їжатців (Hystrix brachyura) та довгохвостих їжатців (Trichys fasciculata).
На Борнео зустрічається більше ендемічних ссавців, ніж на будь-яких інших островах Малайського архіпелагу. Серед ендеміків, які зустрічаються виключно у рівнинних дощових лісах екорегіону, слід відзначити сірого сурілі (Presbytis hosei), плямистовуху білку (Callosciurus adamsi), [[Petaurillus hosei|карликову політуху Хосе] (Petaurillus hosei), політуху Томаса (Aeromys thomasi), дрібну ранімишу (Haeromys pusillus), прикрашену тупаю (Tupaia picta), борнейського сункуса (Suncus hosei), калімантанського гіпсуга (Hypsugo kitcheneri), мідного арієлика (Arielulus cuprosus), золотистого трубконоса (Murina rozendaali), а також натунського сурілі (Presbytis natunae), ендеміка острова Натуна-Бесар.
Орнітофауна екорегіону включає понад 385 видів птахів, зокрема вісім видів птахів-носорогів, вісімнадцять видів дятлів та тринадцять видів піт. Птахи-носороги, зокрема короткочубі калао (Anorrhinus galeritus), довгохвості калао (Rhinoplax vigil) та великі гомраї (Buceros rhinoceros), є важливими розповсюджувачами насіння багатьох фікусів (Ficus spp.). Плоди фікусів є ключовим харчовим ресурсом для багатьох мавп, білок, цивет, інших деревних ссавців та птахів. Високе різноманіття фікусів у дощових лісах екорегіону забезпечує їжею безліч тварин протягом всього року, оскільки плодоношення у різних видів фікусів відбувається у різний час.
Серед ендемічних або майже ендемічних птахів, що зустрічаються у рівнинних дощових лісах Борнео, слід відзначити борнейського лофура (Lophura pyronota), білохвостого лофура (Lophura bulweri), чубатого лофура (Lophura ignita), сабазьку куріпку (Tropicoperdix graydoni), білогорлого віялохвоста (Polyplectron schleiermacheri), борнейську зозулю-довгонога (Carpococcyx radiceus), барбу (Caloramphus fuliginosus), чорногорлого бородастика (Psilopogon eximius), білолобого сокола-карлика (Microhierax latifrons), борнейську піту (Hydrornis baudii), золотаву піту (Hydrornis schwaneri), сабаганську піту (Erythropitta ussheri), щетинкоголова (Pityriasis gymnocephala), борнейську сороку (Platysmurus aterrimus), білогорлого оливника (Iole charlottae), цитринового бюльбюля (Brachypodius nieuwenhuisii), борнейського бюльбюля (Rubigula montis), малазійського бюльбюля (Pycnonotus pseudosimplex), цитринового бюльбюля (Brachypodius nieuwenhuisii), жовтого окулярника (Zosterops flavus), борнейську тимелію-темнодзьоба (Cyanoderma bicolor), борнейську ратину (Turdinus atrigularis), борнейського баблера (Pellorneum capistratoides), темноголового баблера (Pellorneum pyrrogenys), чорноброву тордину (Malacocincla perspicillata), борнейську тимелійку (Ptilocichla leucogrammica), борнейську нільтаву (Cyornis superbus), білоголову шаму (Copsychus stricklandii), сірого квіткоїда (Dicaeum dayakorum), борнейського красняка (Prionochilus xanthopygius), жовтодзьобу чагарницю (Pterorhinus treacheri), червоноголову піту (Erythropitta arquata) та борнейську мунію (Lonchura fuscans).
Серед інших птахів, поширених в екорегіоні, слід відзначити великого аргуса (Argusianus argus), великого вінаго (Treron capellei), азійського шуляка (Aviceda jerdoni), калімантанську сплюшку (Otus lempiji), суматранського пугача (Ketupa sumatrana), велику торомбу (Mulleripicus pulverulentus), золотоспинного дзьобака (Dinopium javanense), борнейського трогона (Harpactes diardii), малазійського папугу (Psittacula longicauda), серендака (Loriculus galgulus), смарагдового рогодзьоба (Calyptomena viridis), велику піту (Hydrornis caeruleus) та червонощоку саїмангу (Chalcoparia singalensis).
Борнео, мабуть, найбагатший острів Зондського архіпелагу за різноманіттям плазунів та амфібій. Оскільки детальні дослідження всього острова не проводилися, його біорізноманіття насправді може бути ще більшим. Так, безвухі варани (Lanthanotus borneensis) більшу частину часу проводять в печерах, і були знайдені лише у кількох місцевостях на північному заході Борнео. Однак, ймовірно, цей вид широко поширений по всьому острову. Багато популяцій амфібій і плазунів перебувають на межі зникнення.
Життя тварин Борнео поділяється на день і ніч. На початку дня можна побачити або почути орангутанів, свинохвостих макак та білогузих шам (Copsychus malabaricus) з їх мелодійними криками. Багато птахів, амфібій і плазунів шукають їжу протягом дня. З наближенням ночі починають з'являтися кажани, велетенські крилани (Pteropus vampyrus) та політухи. Яванські панголіни шукають мурах серед лісової підстилки, а цивети та борнейські пантери полюють на здобич. Бородаті свині, хоч і іноді активні вдень, є переважно нічними тваринами. Західні довгоп'яти, одні з найдивніших ссавців Борнео, вночі шукають комах серед листя.

## Збереження
З середини XX століття більше половини дощових лісів Калімантану були знищені та перетворені на плантації каучуку, олійної пальми і промислової деревини та на дрібні сільськогосподарські угіддя. У 1982-1983 роках на Калімантані внаслідок пожеж було знищено 27 000 км² лісу. Причиною найбільшої на той час лісової пожежі, яка коли-небудь була зареєстрована, стала широкомасштабна лісозаготівля протягом попереднього десятиліття. Вирубка перетворила вогнестійкий праліс на деградований та пожежонебезпечний ландшафт. Посуха того року, спричинена Ель-Ніньйо, створила передумови для катастрофи, коли внаслідок невеликих пожеж запалали мільйони гектарів лісу. У 1997-1998 роках на Калімантані та Суматрі події повторилися: вирубка лісів призвела до масштабних пожеж, які охопили понад 23 750 км² рівнинних дощових лісів Борнео. Основною загрозою для збереження природи регіону є подальше знищення лісів та полювання на рідкісних видів тварин.
Оцінка 2017 року показала, що 33 473 км², або 8 % екорегіону, є заповідними територіями. Природоохоронні території включають: 
- Національний парк Улу-Тембуронг[en] в Брунеї;

- Національний парк Бетунг-Керіхун[en], Національний парк Букіт-Бака-Букіт-Рая[en], Національний парк озера Сентарум[en], Національний парк Гунунг-Палунг[en], Національний парк Каян-Ментаранг[en], Національний парк Кутай[en], Національний парк Мератус, Національний парк Сабангау[en] та Національний парк Танджунг-Путінг[en] в Індонезії;

- Лісовий заповідник Балембанган[en], Лісовий заповідник Біду-Біду[en], Лісовий заповідник Бінсулук[en], Лісовий заповідник Ботітіан[en], Лісовий заповідник Букіт-Куамас[en], Лісовий заповідник Букіт-Тавіу[en], Національний парк хребта Крокер[en], Заповідник долини Данум[en], Лісовий заповідник Дерамакот[en], Лісовий заповідник Гомантонг[en], Національний парк Кінабалу, Лісовий заповідник Кліас[en], Лісовий заповідник Ліпасо[en], Заповідник басейну Маліау[en], Лісовий заповідник Мандамай[en], Лісовий заповідник Букіт-Пок[en], Лісовий заповідник Сілабукан[en], Природний заповідник Табін[en], Лісовий заповідник Тангкулап, Лісовий заповідник Тавай[en], Національний парк пагорбів Тавау[en], Лісовий заповідник Улу-Калумпанг[en] та Лісовий заповідник Улу-Телупід[en] у малайзійському штаті Сабах;

- Національний парк Батанг-Ай[en], Національний парк Бату-Лага, Природний заповідник Букіт-Хітам, Національний парк Букіт-Кана, Природний заповідник Букіт-Ліма, Національний парк Букіт-Мерсінг, Природний заповідник Букіт-Сембілінг, Національний парк островів Бакун, Національний парк Букіт-Тібан[en], Національний парк хребта Бунго, Національний парк Деред-Кріам, Національний парк Гунунг-Буда[en], Національний парк Гунунг-Гадінг[en], Національний парк Гунунг-Мулу, Національний парк Гунунг-Пуех, Національний парк водно-болотних угідь Кучінг[en], Національний парк Кубах, Національний парк пагорбів Ламбір[en], Національний парк мангрів Лімбангу, Національний парк Лоаган-Бунут[en], Національний парк Ніах[en], Національний парк Пелагус, Національний парк Сампаді, Природний заповідник Семенггох, Національний парк Сіміладжау[en], Національний парк Сунгай-Мелуанг, Національний парк Танджунг-Дату[en], Національний парк Усун-Лапау[en] та Природний заповідник печери Вінд у малайзійському штаті Саравак.